# Regimentsform von 1663
Die Regimentsform der Königlich Schwedisch-Pommerschen Regierung wurde am 17. Juli 1663 als Verfassung für Schwedisch-Pommern erlassen. In ihr wurden Form und Umfang der Landesverwaltung festgelegt. Wesentliche Grundlage war die in der Regierungszeit des letzten pommerschen Herzogs Bogislaw XIV. erlassene Regimentsverfassung von 1634. Ergänzt um verschiedene Erlasse, blieb die Regimentsform bis 1806 in Kraft.

## Geschichte
Das im Dreißigjährigen Krieg ab 1630 durch Schweden besetzte Herzogtum Pommern wurde im Westfälischen Frieden 1648 zwischen Schweden und Brandenburg aufgeteilt. Als Reichslehen gehörte der schwedische Anteil Pommerns weiterhin zum Heiligen Römischen Reich und blieb gegenüber dem schwedischen Reich als Provinz weitgehend autonom. Schwedisches Recht hatte in Pommern – außer beim Militär – keine Gültigkeit.
Die Landstände Pommerns waren sehr daran interessiert, ihre unter den Greifenherzögen erlangten Privilegien und Rechte zu erhalten. Nachdem bereits 1649 eine Gesandtschaft der Stände nach Stockholm gereist war, wurde in Pommern eine Einrichtungskommission aufgestellt, die mit den Ständen verhandelte. Der Kommission gehörten neben dem Generalgouverneur Carl Gustav Wrangel, Johan Lillieström und Johan Oxenstierna an. Letzterer wurde 1652 durch Gerdt Anton Rehnskiöld abgelöst. Dem Wunsch der Stände auf dem Landtag in Stettin 1650 nach Bestätigung der Regimentsverfassung von 1634 trat die Kommission mit dem eigenen Entwurf einer neuen Staatsordnung entgegen. Dem entgegneten die Stände noch im selben Jahr mit der Übergabe einer Zusammenstellung ihrer Privilegien, die der Stralsunder Syndikus David Mevius unter dem Titel „Delineatio der Pommerischen Landes=Verfassung nach des Landes alten Satzungen und Gewohnheiten.“ aufgezeichnet hatte. Es folgten langjährige Verhandlungen über verschiedene weitere Entwürfe. Schließlich wurde 1662 eine neue Hauptkommission eingerichtet, der mehrere Mitglieder aus Pommern angehörten. Diese konnte 1663 auf dem Landtag in Wolgast eine Einigung mit den Ständen erzielen.
Der bereits in der Regimentsverfassung von 1634 genannte Statthalter musste nach der Regimentsverfassung von 1663 dem schwedischen Reichsrat angehören und war gleichzeitig militärischer Oberbefehlshaber im Land. Die übrigen Mitglieder der Regierung sollten aus Pommern gebürtig oder zum Indigenat berechtigt sein und mussten sich zur Augsburger Konfession bekennen. In wichtigen Angelegenheiten mussten die Landräte als Vertreter der Stände zur Beratung der Regierung hinzugezogen werden.
Nach der Genehmigung der Regimentsform durch die schwedische Vormundschaftsregierung für Karl XI. und den Reichsrat leisteten die Stände 1663 und 1665 die Huldigung. Schweden gab damit endgültig die Pläne für eine Neuordnung von Staat und Verwaltung auf. Wegen der Bedeutung Pommerns für die schwedische Großmachtpolitik des 17. und 18. Jahrhunderts wurde auf grundlegende Reformen verzichtet.
Die Regimentsform wurde durch Hauptkommissionsrezesse in den Jahren 1663, 1669 und 1681 ergänzt, in denen weitere Bestimmungen über Zuständigkeiten und Rechte von Regierung und Ständen erlassen wurden. Dazu gehörten auch die Hofgerichtsordnung von 1672 und die Konsistorialordnung von 1681.
Im Juni 1806 hob der schwedische König Gustav IV. Adolf die pommersche Staatsverfassung auf und führte die schwedische Staatsverfassung in der Regimentsform von 1772 und der Vereinigungs- und Sicherheitsakte von 1789 ein. Mit dem Greifswalder Landtag von 1806 sollte Schwedisch-Pommern offiziell in den schwedischen Staatsverband eingegliedert werden. Die Besetzung des Landes durch französische Truppen 1807 und 1812 verhinderte jedoch die Durchsetzung der Beschlüsse.